# World One
World One é um arranha-céu de 76 andares com aproximadamente 280 m localizado em Bombaim, na Índia. Em 2024, era o segundo maior edifício da Índia e o terceiro mais alto do continente asiático. O local também abriga outras duas torres: World View e World Crest. O complexo foi desenvolvido pelo Lodha Group.
O World One foi construído a um custo estimado de mais de US$ 321 milhões. A construção teve início em 2011, e no projeto foi estimada para possuir 442 m de altura. No entanto, o promotor não conseguiu obter a aprovação da Autoridade Aeroportuária da Índia (AAI) para essa altura. Após o atraso, o projeto foi redesenhado para a altura atual e concluído.
O arquiteto da World One é Pei Cobb Freed & Partners, o engenheiro estrutural é Leslie E. Robertson Associates  e o engenheiro de manutenção em mecânica, elétrica e tubulação (MEP) é BuroHappold Engineering. O projeto completo é composto por três torres. Estavam envolvidos dois empreiteiros de construção civil: Arabian Construction Co. e Simplex (World One), Muscovite Group (World Crest & World View).

## Características
Há outras duas torres neste projeto:
- Visão do mundo: um arranha-céu de 73 andares com uma altura de 277,6 m. A construção da torre começou em 2015 e foi concluída em 2020. Em 2024, a torre era o 5º edifício mais alto do país.
- World Crest: um arranha-céu de 57 andares com uma altura de 222,5 m. A construção do edifício começou em 2011 e foi concluída em 2017.

## Galeria

Lodha World Towers.
Panorama das duas torres.
Os dois arranha-céus à noite.
Lodha World Towers panorama noturno.
Arranha-céu World One Tower.
Arranha-céu Lodha World Crest.